# للجندي المفقود
للجندي المفقود (بالهولندية: Voor een Verloren Soldaat) هو فيلم دراما تم إنتاجه في هولندا وصدر في سنة 1992، من بطولة يروين كرابي. يُمثل الفيلم رواية سيرة ذاتية تحمل نفس العنوان، كتبها راقص الباليه ومصمم الرقصات رودي فان دانتزغ. يعتبر الفيلم من أشهر وأول الأفلام التي اهتمت بمواضيع المثلية الجنسية في القرن العشرين.

## القصة
يتناول الفيلم قصة علاقة حب مثلية رومنسية جنسية بين طفل يدعى إيروين (فان دانتزغ) يبلغ من العمر 12 عاماً وجندي مثلي الجنس كندي يُدعى والت حيث يتخذ الأخير إيروين خليلا له، ويجره كل ليلة إلى السرير لممارسة الجنس معه برضى فان وسعادته، ولكن في النهاية يفترق الخليلان بسبب الحرب ثم يعودان لبعضهما ويحدث كل ذلك خلال الأشهر الأخيرة التي سبقت تحرير هولندا من الاحتلال النازي خلال الحرب العالمية الثانية.
تبدأ القصة بمشهد تذكر الطفل إيروين لطفولته حينما أرسله والداه إلى قرية نائية في هولندا برفقة أطفال آخرين هربا من أوزار الحرب وهناك وقع تحت وصاية عائلة ريفية.
وخلال هذه الفترة تحرر القوات المسلحة الكندية القرية من قبضة النازيين وهناك يلتقي إيروين بوالت ويؤسس معه علاقة صداقة ويعامله الأخير كصديق صغير فيعلمه القيادة وتنظيف البنادق ثم تتطور العلاقة لتأخذ منحى جنسي فيدخل الصغير على والت وهو يستحم ثم لا يقاومان رغباته فيضاجع إيروين والت ثم يعترفان لبعضهما بالحب لتتكرر العلاقة الحميمية بينهما مرات أخرى. بعد فترة زمنية تصل الأوامر لوالت بتحريك قواته نحو الحدود مع ألمانيا النازية فيضطر لترك إيروين دون توديعه.

## وصلات خارجية
- للجندي المفقود على موقع IMDb (الإنجليزية)
- للجندي المفقود على موقع روتن توميتوز (الإنجليزية)
- للجندي المفقود على موقع نتفليكس (الإنجليزية)
- للجندي المفقود على موقع Turner Classic Movies (الإنجليزية)
- للجندي المفقود على موقع أول موفي (الإنجليزية)
- للجندي المفقود على موقع فيلمافينيتي (الإسبانية)
- للجندي المفقود على موقع قاعدة بيانات الفيلم (الإنجليزية)
- للجندي المفقود على موقع ليتربوكسد (الإنجليزية)
- للجندي المفقود على موقع كينوبويسك (الروسية)